# Periyasamy Chandrasekaran

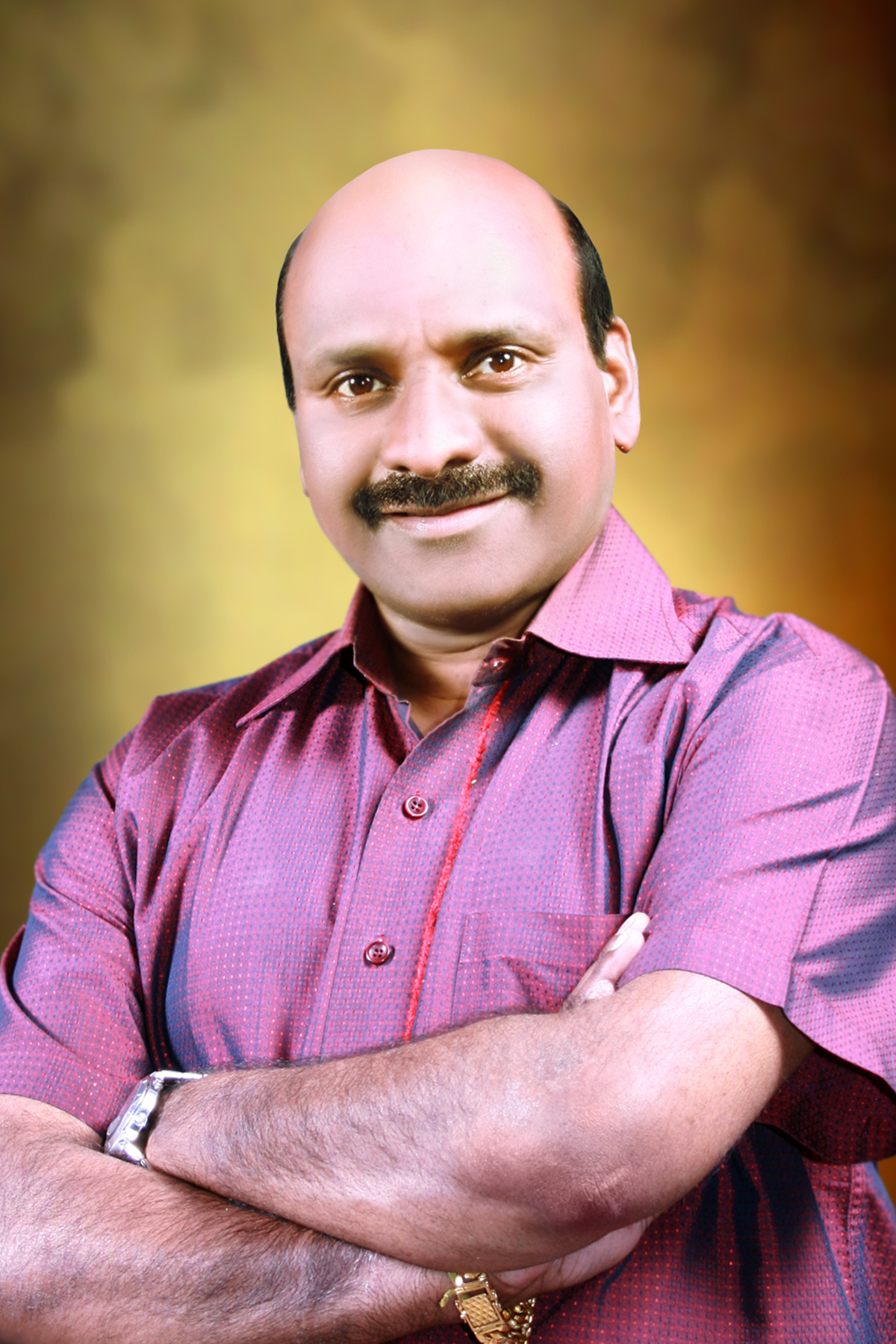
Periyasamy Chandrasekaran

Periyasamy Chandrasekaran (Tamil பெரியசாமி சந்திரசேகரன், * 16. April 1957 in Talawakelle, Ceylon; † 1. Januar 2010 in Colombo, Sri Lanka) war ein sri-lankischer Politiker.
Seit 1994 war er Vorsitzender der von ihm gegründeten Up-Country People’s Front (UCPF) und gehörte von 1994 bis zu seinem Tod dem Parlament von Sri Lanka an. Zum Zeitpunkt seines Todes war er als Sozialminister einer der beiden Minister der UCPF in der Regierung. Er starb infolge eines Herzinfarkts.